# MCS-96

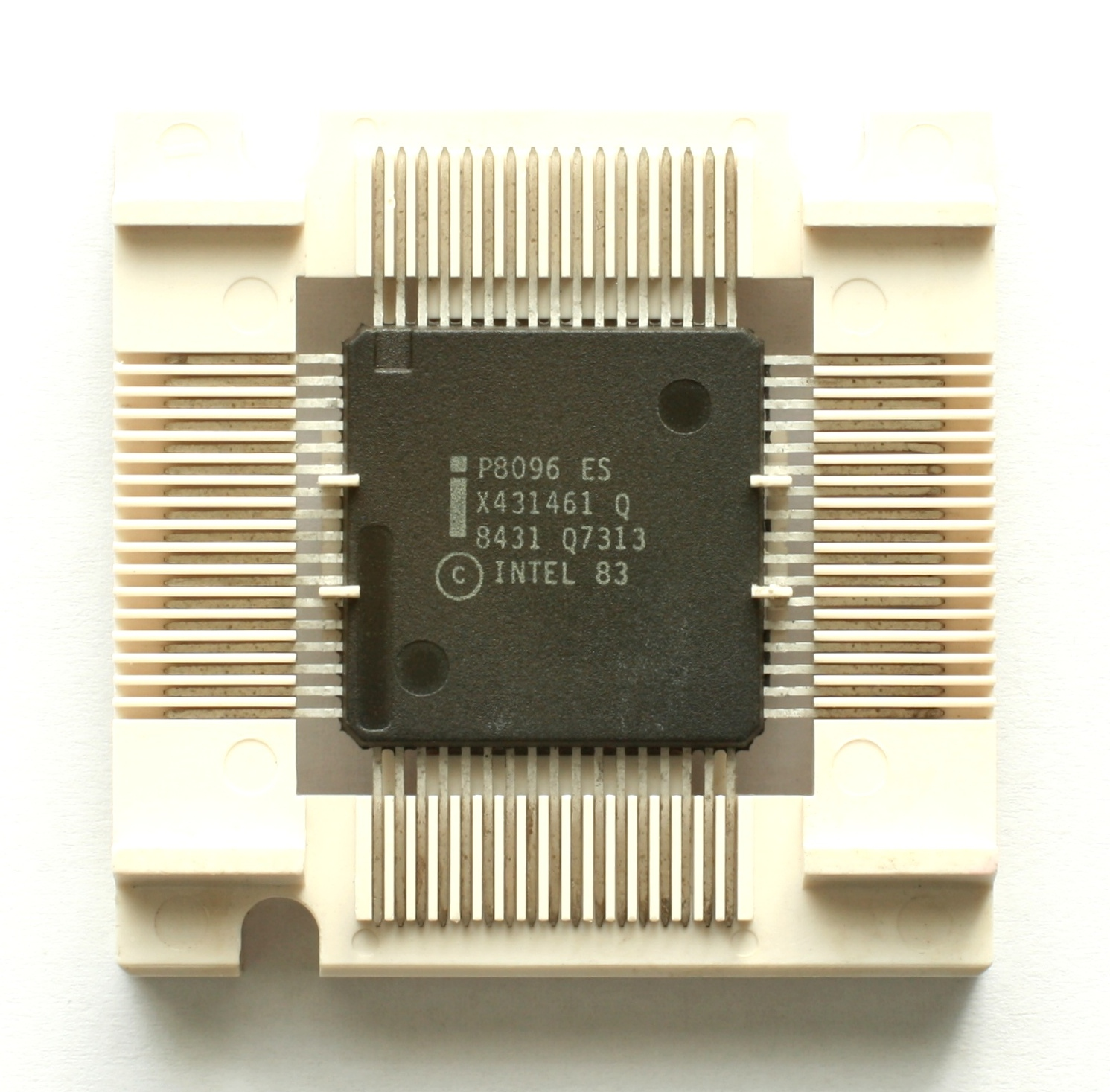
Intel P8096.

Intel MCS-96 je rodina mikrokontrolérů (MCU), běžně používaných v embedded systémech. Bývá často označována jako rodina 8xC196 nebo 80196, podle nejpopulárnějšího MCU z rodiny. Tyto mikropočítače jsou běžně používané v pevných discích, modemech, tiskárnách, rozpoznávacích zařízeních a řídících jednotkách motorů. V roce 2007 Intel oznámil ukončení celé rodiny MCS-96. Uvádí, že „neexistuje žádná přímá náhrada těchto součástek a nejspíše bude potřebné provést nový návrh“.

## Historie
MCS-96 vznikla jako obchodní derivát Intelu 8061. Rozdíly mezi 8061 a 8096 spočívají v přítomnosti sběrnice paměťového rozhraní, 8061 s M-Bus používá „burst-mód“, který vyžaduje sledování programového čítače v paměti zařízení.
Rodina mikrokontrolerů je 16bitová, ačkoli má některé 32bitové operace. Procesory pracují na 16, 20, 25 a 50 MHz a jsou rozděleny do tří menších rodin. Rodina HSI (vysokorychlostní vstup) / HSO (vysokorychlostní výstup) pracuje na 16 a 20 MHz, EPA (event processor array) funguje na všech frekvencích.
Mezi hlavní rysy MCS-96 patří velká on-chip paměť, Register-to-register architektura, tříoperandové instrukce, řadič sběrnice umožňující 8bitovou nebo 16bitovou šířku sběrnice, a přímé ploše (flat) adresovatelné velké bloky (256 nebo víc) z registrů.

## Rodina 809x/839x/879x
Integrované obvody 809x/839x/879x jsou členy rodiny MCS-96. Přestože je myšlenka MCS-96 založena na 8x196 rodině, byl prvním členem rodiny 8095. Později byly přidány do rodiny 8096, 8097, 8395, 8396 a 8397.
Intel 809x/89x/879x jsou 16bitové mikroprocesory pracující na frekvenci 12 MHz. Mikročip je založen na 5V, 3 mikrometrovém, HMOS procesu. Obsahuje on-chip ALU, 4kanálový 10bitový A/D převodník, 8bitový pulzně šířkový modulátor (PWM), watchdog časovač, čtyři 16bitové softwarové časovače, hardwarovou násobičku a děličku a 8KB on-chip ROM.

## Rodina 8x196/8xC196
Pod rodinou MCS-96 je obecně myšlen procesor 80C196, i když ona zahrnuje i mikroprocesory řady 809x/839x/879x, které přišly jako první. Mezi členy této sub-rodiny patří například 80C196, 83C196, 87C196 a 88C196.

## Seznam mikroprocesorů
- 8094 – 16bit mikrořadič (48-Pin ROMLess bez A/D převodníku)
- 8095 – 16bit mikrořadič (48-Pin ROMLess s A/D převodníkem)
- 8096 – 16bit mikrořadič (68-Pin ROMLess bez A/D převodníku)
- 8097 – 16bit mikrořadič (68-Pin ROMLess s A/D převodníkem)
- 8394 – 16bit mikrořadič (48 pinů s EROM bez A/D převodníku)
- 8395 – 16bit mikrořadič (48 pinů s EROM s A/D převodníkem)
- 8396 – 16bit mikrořadič (68 pinů s EROM bez A/D převodníku)
- 8397 – 16bit mikrořadič (68 pinů s EROM s A/D převodníkem)
- 8794 – 16bit mikrořadič (48 pinů s EROM bez A/D převodníku)
- 8795 – 16bit mikrořadič (48 pinů s EROM s A/D převodníkem)
- 8796 – 16bit mikrořadič (68 pinů s EROM bez A/D převodníku)
- 8797 – 16bit mikrořadič (68 pinů s EROM s A/D převodníkem)
- 8098 – 16bit mikrořadič
- 8398 – 16bit mikrořadič
- 8798 – 16bit mikrořadič
- 83196 – 16bit mikrořadič
- 87196 – 16bit mikrořadič
- 80296 – 16bit mikrořadič